# میدلبروک (میزوری)
میدلبروک (به انگلیسی: Middlebrook) یک منطقهٔ مسکونی در ایالات متحده آمریکا است که در میزوری واقع شده‌است. میدلبروک ۳۴۵٫۰۴ متر بالاتر از سطح دریا واقع شده‌است.